# Johan Ohl
Johan Ohl (Johann Ohle), född 1704, död 1766, var en svensk skådespelare, sångare och musiker, en av de första skådespelarna i landet och verksam i den svenska pionjärtruppen i Stora Bollhuset.
Ohl föddes i Danzig och var sedan 1730-talet bosatt i Stockholm då han var organist i holländska kyrkan. Från 1741 var han sångare, musikant och aktör i teatern och även teaterns sångmästare. Han tonsatte bland annat sångspelet Syrinx 1747–48 års spelår.